# Boda de Carlos XVI Gustavo de Suecia y Silvia Sommerlath
La boda del rey Carlos XVI Gustavo de Suecia y Silvia Sommerlath tuvo lugar el viernes 19 de junio de 1976 en la Catedral de San Nicolás de Estocolmo.

## Antecedentes
Carlos Gustavo fue el último hijo, y único varón, del príncipe heredero Gustavo Adolfo de Suecia y la princesa Sibila. Se convirtió en heredero al trono en el 1950 a los cuatro años de edad tras el fallecimiento de su bisabuelo el rey Gustavo V, ya que su padre también había fallecido en 1947 en un accidente aéreo. Se convirtió en monarca en 1973 tras la muerte de su abuelo el rey Gustavo VI Adolfo. 
Silvia era la hija pequeña del alemán Carl Walther Sommerlath y la brasileña Alicia Sommerlath. 
Se conocieron en los Juegos Olímpicos de 1972 en Múnich donde Silvia trabajaba de azafata. El compromiso se anunció el 12 de marzo de 1976 y al día siguiente se reunieron con la prensa en el Palacio Real de Estocolmo. El rey le regaló a su prometida un anillo con un diamante de dos quilates que había pertenecido a su madre. 

### Celebraciones previas
El día 6 de junio de 1976, coincidiendo con el Día Nacional de Suecia, se leyeron en la capilla del Palacio Real las proclamas previas al matrimonio.

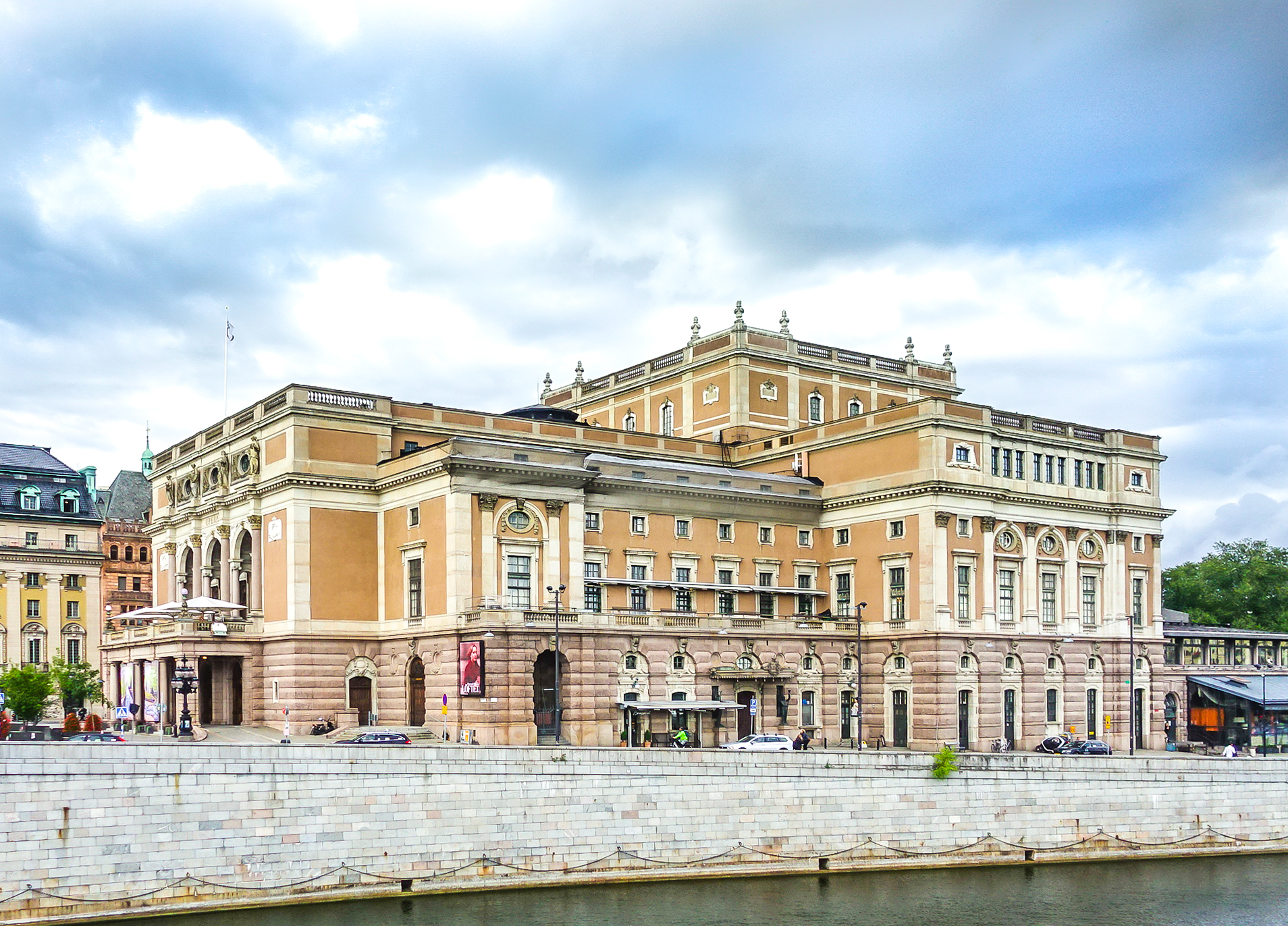
Ópera Real de Sucia

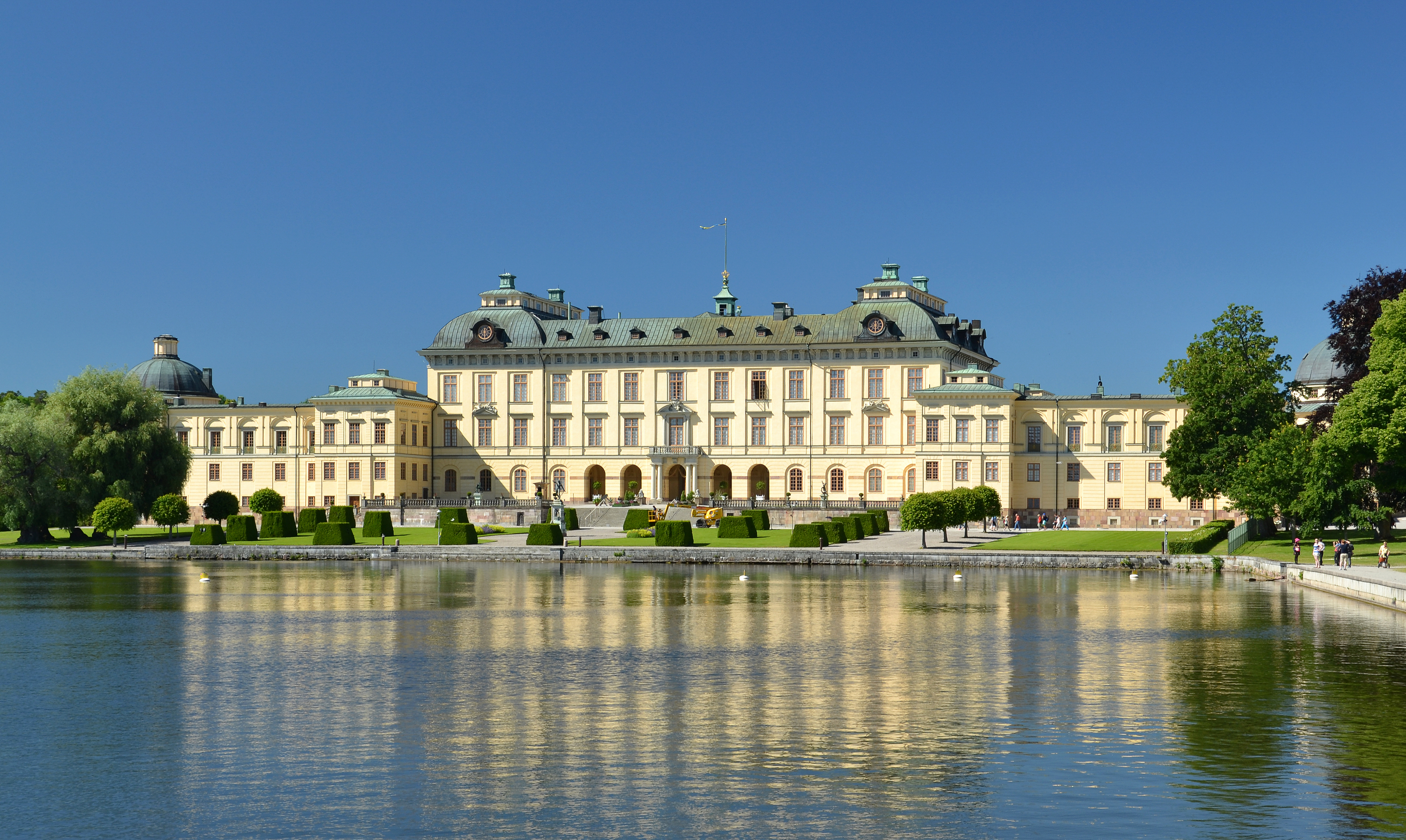
Palacio de Drottningholm

El 17 de junio Silvia recibió la Orden de los Serafines y se combirtió en ciudadana sueca. El 19 de junio tuvo lugar una actuación de gala en la Ópera Real de Sucia donde el grupo sueco ABBA interpretó su canción Dancing Queen en honor a la novia. A continuación se celebró un banquete en el Palacio de Drottningholm y Silvia lucía la tiara de diamantes Connaught, que había pertenecido a su difunta suegra.

## Boda
La boda comenzó a las 12:00 horas CET el 19 de junio de 1976 en la Catedral de San Nicolás. La ceremonia fue oficiada por Olof Sundby, Arzobispo de Uppsala, asistido por el tío de la novia, el teólogo reverendo Ernst Sommerlath. Aproximadamente a las 12:45, el matrimonio se solemnizó y Sommerlath se convirtió automáticamente en reina consorte de Suecia.

###### Vestimenta
Silvia lucía un vestido de tela duquesa de cuello alto, manga larga y una cola que se extendía desde los hombros, diseñado por Marc Bohan para Dior. Sommerlath llevaba un velo de encaje al que había pertenecido reina Sofía y que lo usaran antes la madre y las hermanas del rey los días de su boda. El vestido se dejó deliberadamente sencillo para resaltar el velo tradicional. En la cabeza llevaba la Tiara Camafeo que había pertenecido a la emperatriz Josefina. La madre de la novia colocó discretamente un pañuelo alrededor de la muñeca de su hija con una banda elástica, esto se ve en algunas fotos. 
El novio vestía el uniforme de un Almirante en el Marina Real Sueca con la insignia del Orden de los Serafines, Orden de la Espada, Orden de la Estrella Polar, Orden de Vasa y la Orden al Mérito de la República Federal de Alemania en honor a la novia.

###### Pajes y damas de honor
- Príncipe Hubertus de Hohenzollern (sobrino del novio)
- James Ambler (sobrino del novio)
- Baronesa Hélène Silfverschiöld (sobrina del novio)
- Carmita Sommerlath (sobrina de la novia)
- Sophie Sommerlath (sobrina de la novia)
- Amelie Middelschulte (hija amiga de la novia)

###### Banquete
Después de la ceremonia los reyes recorrieron en carruaje las calles del centro de Estocolmo y también a través del barco Vasaorden por el mar hasta llegar al Palacio Real donde saludaron desde le balcón y posteriormente se celebró el banque y baile.

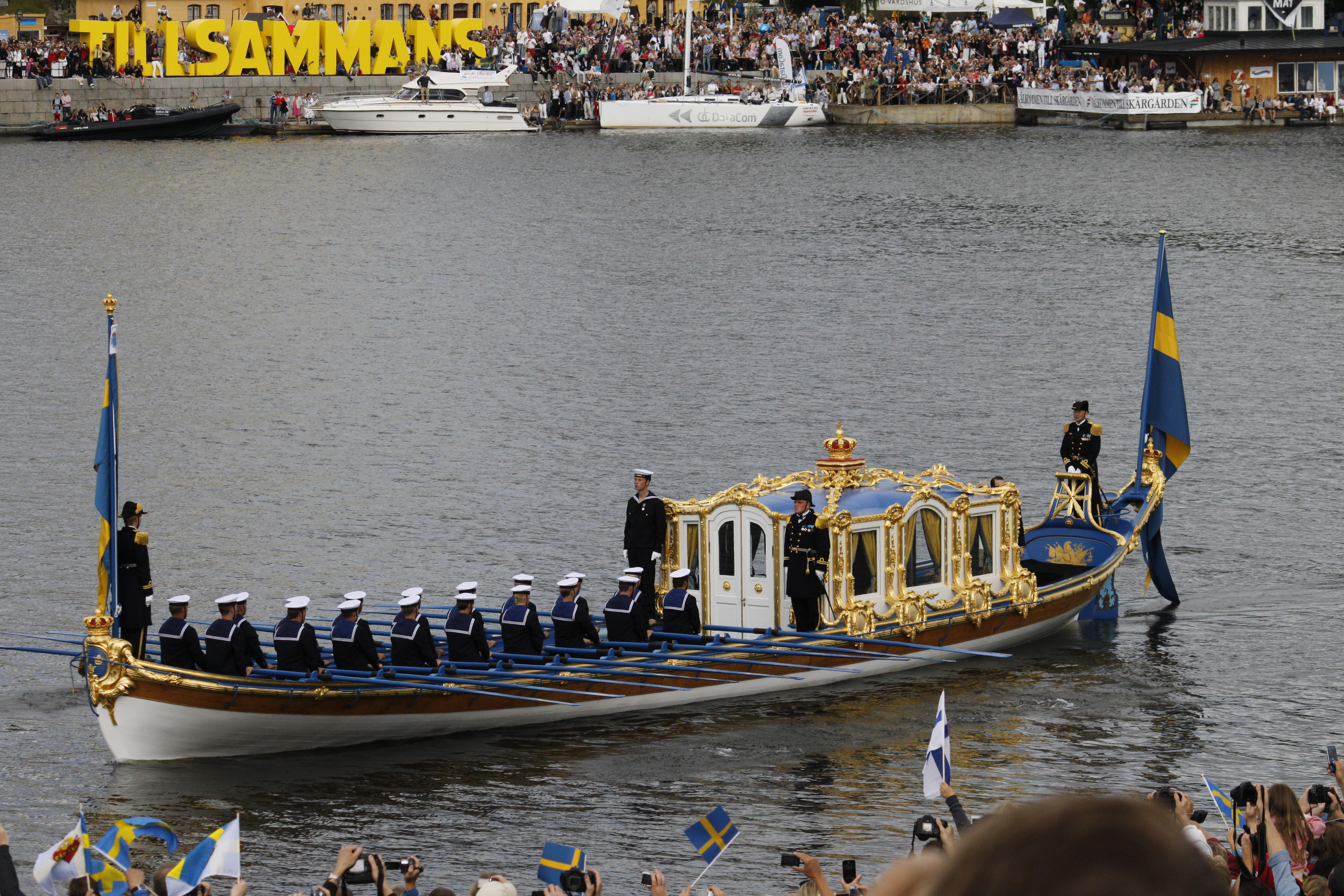
Barco Vasaorden

## Invitados

### Familia real sueca
- Princesa Margarita y señor Juan Ambler (hermana y cuñado del novio)
  - Sybilla Ambler
  - Edward Ambler
  - James Ambler
- Princesa Brígida y príncipe Juan Jorge de Hohenzollern (hermana y cuñado del novio)
  - Príncipe Carlos Cristián de Hohenzollern
  - Princesa Désirée de Hohenzollern
  - Príncipe Hubertus de Hohenzollern
- Princesa Désirée y barón Niels Silfverschiöld (hermana y cuñado del novio)
  - Barón Carl Silfverschiöld
  - Baronesa Christina-Louise Silfverschiöld
  - Baronesa Hélène Silfverschiöld
- Princesa Cristina y señor Tord Magnuson (hermana y cuñado del novio)
- Príncipe Sigvard Bernadotte y condesa Marianne Lindberg (tíos paternos del novio)
- Príncipe Bertil, duque de Hallan y señora Lilian Davies (tío paterno del novio y su pareja)
- Conde Carlos Juan Bernadotte y condesa Gunnila (tíos paternos del novio)

### Familia Sommerlath
- Señor Walther y señora Alicia Sommerlath (padres de la novia)
  - Ralf Sommerlath (hermano de la novia)
    - Carmita Sommerlath

  - Walther Ludwig Sommerlath (hermano de la novia)
    - Sophie Sommerlath

  - Jörg Sommerlath (hermano de la novia)
- Reverendo Ernst Sommerlath (tío paterno de la novia)

### Casas reales reinantes

###### Dinamarca
- Reina Ingrid (tía paterna del novio)
  - Reina Margarita II y príncipe consorte Enrique
  - Princesa Benedicta y príncipe Ricardo de Sayn-Wittgenstein-Berleburg
  - Reina Ana María y rey Constantino II de Grecia

###### Bélgica
- Rey Balduino I y reina Fabiola

###### Luxemburgo
- Gran duque Juan y gran duquesa Josefina Carlota

###### Países Bajos
- Princesa heredera Beatriz y príncipe Nicolás

###### Noruega
- Rey Olav V
  - Príncipe heredero Harald y princesa heredera Sonia

###### Reino Unido
- Duque y duquesa de Gloucester
- Conde Mountbatten de Birmania

###### España
- Príncipe Alfonso de Borbón y Dampierre y señora Carmen Martínez-Bordiú y Franco, duques de Cádiz

### Casas reales no reinantes
- Zar Simeón II y zarina Margarita de Bulgaria
- Alejandro Ramsay de Mar y señora de Saltoun

### Otros jefes de Estado
Urho Kekkonen, Presidente de la República de Finlandia
 Walter Scheel, Presidente Federal de la República Federal de Alemania, y la Sra. Scheel
 Kristján Eldjánn, Presidente de Islandia, y Señora Eldjárn

## Otros datos
El rey Carlos XVI Gustavo y la reina Silvia han tenido tres hijos:
- Princesa heredera Victoria, duquesa de Västergötland (14 de julio de 1977)
- Príncipe Carlos Felipe, duque de Värmland (13 de mayo de 1979)
- Princesa Magdalena, duquesa de Hälsingland y Gästrikland (10 de junio de 1982)

Su residencia oficial desde su matrimonio es el Palacio de Drottningholm y en verano se trasladan para el Palacio de Solliden en la isla de Öland. 